# Жандарёв, Ильдар Вильгельмович
Ильда́р Вильге́льмович Жандарёв (род. 3 января 1966, Москва) — российский журналист, телеведущий, киновед и кинокритик.

## Биография
В 1989 году окончил Московский инженерно-строительный институт им. В. В. Куйбышева.
С 1989 по 1991 год работал по специальности инженером. Будучи волонтёром на Московском международном кинофестивале, познакомился там с кинообозревателем Борисом Берманом. По его приглашению стал редактором в еженедельнике «Экран и сцена».

### Телевидение
В 1992 году Жандарёв вслед за Борисом Берманом приходит на недавно образованную Всероссийскую Телерадиокомпанию, в студию «К-2», где являлся соавтором, режиссёром и соведущим программ «Абзац», «Сюжет» и «Поцелуй в диафрагму».
В 1999 году, приняв предложение Евгения Киселёва, перешёл работать на телеканал НТВ, где стал делать ежедневную авторскую программу «Интересное кино».
В апреле 2001 года Жандарёв вместе с основным составом сотрудников старого НТВ (командой Киселёва) переходит на телеканал ТВ-6. На ТВ-6, кроме «Интересного кино», которое стало выходить как цикл документальных фильмов, Жандарёв стал делать интерактивную программу «Без протокола». Эти же программы он вёл и на канале ТВС в 2002—2003 годах. После закрытия ТВС в июне 2003 года получил приглашение перейти на «Первый канал».
С 2003 года работал на «Первом канале». Изначально продолжал делать на канале цикл передач «Интересное кино». В 2004—2014 годах Жандарёв раз в год (в 20-х числах февраля) вёл программу «Интересное кино в Берлине». В 2004—2013 годах был ведущим церемоний открытия и закрытия Московского международного кинофестиваля, брал интервью у актёров и режиссёров на красной ковровой дорожке. В ноябре 2004 года вёл выпуск «Пяти вечеров», посвящённый обсуждению телесериала «Московская сага» по одноимённой книге Василия Аксёнова, вместо Андрея Малахова.
С июня 2006 по май 2019 года — автор и ведущий программы «На ночь глядя».
Член Союза кинематографистов, действительный член Академии кинематографических искусств «Ника», член Академии Российского телевидения.

### Пресса
С 2015 года ведёт совместную с Борисом Берманом ежегодную колонку в электронной газете «Экран и сцена» о кинофестивале Берлинале.

## Резонансные эпизоды
В ночь с 29 на 30 ноября 2001 года подвергся нападению и ограблению со стороны трёх неизвестных. В больнице Жандарёву были диагностированы черепно-мозговая травма и сотрясение мозга, но от дальнейшей госпитализации он отказался.

## Награды
- Почётная грамота Московской городской думы (12 июля 2017 года) — за заслуги перед городским сообществом[24]
- Лауреат премии «ТЭФИ» в номинации «Лучшая программа об искусстве» («К-2») (1995 год)[25].
- Лауреат премии «ТЭФИ» в номинации «Интервьюер» («На ночь глядя») (2008 и 2009 годы)[26][27].